# Дубошин, Георгий Николаевич
Гео́ргий Никола́евич Дубо́шин (25 декабря 1904, Серпухов, Московская губерния — 20 октября 1986, Москва) — советский астроном.

## Биография
Родился в Серпухове, в 1924 окончил Московский университет. Вся его трудовая деятельность проходила в Московском университете и Государственном астрономическом институте им. П. К. Штернберга. После окончания МГУ с 1924 начал работать в теоретическом отделе Государственного астрофизического института, который в 1931 вошёл в состав вновь созданного ГАИШ. В ГАИШе работал в отделе теоретической астрономии, впоследствии переименованном в отдел небесной механики, в 1956—1979 — заведующий отделом. В 1935 присвоена учёная степень доктора физико-математических наук.
С 1930 преподавал в МГУ (с 1935 — профессор, в 1956—1979 — заведующий кафедрой небесной механики и гравиметрии, с 1979 — профессор-консультант). Один из создателей московской школы небесной механики, автор ряда фундаментальных учебников по небесной механике.
Помимо небесной механики, вёл исследования в области астродинамики, теоретической механики, теории устойчивости, теории притяжения, теорию интегрирования дифференциальных уравнений. Развил теорию А. М. Ляпунова об устойчивости движения тел под влиянием непрерывно действующих возмущающих сил (1940). Разработал высокоточную теорию движения спутников Сатурна. Впервые детально изучил взаимную связь между поступательным и вращательным движением в небесной механике, написал дифференциальные уравнения поступательно-вращательного движения системы взаимно притягивающихся n твёрдых тел. Выполнил исследования вращательного движения искусственных небесных тел вокруг центров масс, имеющие практическое значение в задачах стабилизации космических аппаратов. Исследовал движения системы материальных точек под действием сил, зависящих не только от взаимных расстояний, но и от скоростей и ускорений.
В астродинамике исследовал движения звёзд в Трапеции Ориона, в ассоциации ζ Персея, в скоплении «Меч Ориона».
Член Международной академии астронавтики (1969), президент Комиссии N 7 «Небесная механика» Международного астрономического союза (1970—1973). Редактор международного журнала «Небесная механика» (с 1971).
Заслуженный деятель науки РСФСР (1976).
Лауреат Государственной премии СССР (1971), премии им. М. В. Ломоносова АН СССР (1969). В честь Г. Н. Дубошина назван астероид (2312) Дубошин.
Умер в 1986 году. Похоронен на Введенском кладбище (11 уч.).

## Публикации
- Основы теории устойчивости движения (1952);
- Теория притяжения (1961);
- Введение в небесную механику (1938);
- Небесная механика. Основные задачи и методы (3-е изд. 1975);
- Небесная механика. Аналитические и качественные методы (3-е изд. 1978);
- Небесная механика. Методы теории движения искусственных небесных тел (1983).